# Štefan Svitek (trener)
Štefan Svitek (ur. 20 listopada 1966 w Gelnicy) – słowacki koszykarz, występujący na pozycjach silnego skrzydłowego lub środkowego, reprezentant Czechosłowacji, po zakończeniu kariery zawodniczej trener koszykarski, obecnie trener Wisły Kraków oraz żeńskiej reprezentacji Węgier.
14 sierpnia 2019 został trenerem Wisły Kraków.

## Osiągnięcia
Stan na 15 sierpnia 2019, na podstawie, o ile nie zaznaczono inaczej.

### Zawodnicze
Klubowe
- Mistrz Słowacji (2007)
- Wicemistrz:
  - Niemiec (1994)
  - Słowacji (2003)
- Zdobywca pucharu:
  - Niemiec (1994)
  - Austrii (2001)
- Brązowy medalista mistrzostw:
  - Niemiec (1997, 1998)
  - Słowacji (2002, 2006)

Indywidualne
- Słowacki koszykarz roku (2003)

Reprezentacja
- Uczestnik:
  - mistrzostw Europy:
    - 1987 – 8. miejsce, 1991 – 6. miejsce
    - U–18 (1984 – 6. miejsce)

  - kwalifikacji olimpijskich (1992)

### Trenerskie
Klubowe
- Mistrzostwo:
  - Polski kobiet (2014, 2015)
  - Słowacji kobiet (2008–2012)[3][4][5][6][7]
- Wicemistrzostwo Słowacji kobiet (2013)[8]
- Puchar:
  - Polski kobiet (2014, 2015)
  - Słowacji kobiet (2008–2012)[3][4][5][6][7]
- Finał pucharu Słowacji kobiet (2013)[8]
- Mistrzostwa Europy kobiet (2015, 2017 – 12. miejsce)

Indywidualne
(* – nagrody przyznane przez eurobasket.com)
- Trener roku Słowacji (2012, 2013)
- Trener roku*:
  - PLKK (2014)[9]
  - ligi słowackiej (2009–2013)[4][5][6][7][8]